# AirHelp
AirHelp – spółka świadczącą usługi prawne pasażerom linii lotniczych, których loty były opóźnione, odwołane lub którym linia lotnicza odmówiła wejścia na pokład. Zgodnie z Regulacją Unii Europejskiej WE261/2004 pasażerowie linii lotniczych mogą otrzymać odszkodowanie w przypadku, gdy ich lot został zakłócony podczas odlotu z państwa członkowskiego UE lub przybycia do kraju Unii Europejskiej linią lotniczą zarejestrowaną w UE.
Usługi przedsiębiorstwa mają na celu edukowanie pasażerów na temat ich praw i uprawnienie podróżnych do pełnego ich wykorzystania, a tym samym podniesienie poziomu obsługi klienta linii lotniczych. Prawo do odszkodowania nie dotyczy lotów, które zostały zakłócone przez nadzwyczajne okoliczności będące poza kontrolą linii lotniczych, takie jak bardzo złe warunki atmosferyczne lub strajki na lotniskach. O odszkodowanie można starać do trzech lat od daty lotu, jednakże w przypadku potrzeby skierowania wniosku do sądu okres przedawnienia zależy od jurysdykcji kraju, w którym linia może być pozwana.
Pasażerowie linii lotniczych mogą bezpłatnie sprawdzić czy przysługuje im odszkodowanie wypełniając formularz na stronie AirHelp lub w aplikacji mobilnej. Po otrzymaniu informacji czy dany lot się kwalifikuje do uzyskania odszkodowania, pasażer może zdecydować się na skorzystanie z usługi AirHelp w celu uzyskania pomocy w obsłudze roszczenia. Wysokość rekompensaty i to, czy wniosek kwalifikuje się do jej uzyskania są określone przez liczne czynniki, w tym miejsce startu i lądowania, długość lotu oraz całkowitą liczbę godzin opóźnienia w chwili dotarcia do miejsca docelowego. Firma pobiera prowizję tylko wtedy, kiedy uda jej się w imieniu pasażera uzyskać odszkodowanie.
AirHelp dąży do uproszczenia procesu składania wniosków o odszkodowanie w imieniu pasażerów linii lotniczych. Manchester Evening News poinformował, że podróżujący przez lotnisko w Manchesterze mieli prawo do dziesiątek milionów funtów, które do tej pory nie zostały wypłacone.
Usługi przedsiębiorstwa są dostępne w Polsce, Stanach Zjednoczonych, Danii, Szwecji, Norwegii, Finlandii, Wielkiej Brytanii, Irlandii, Francji, Belgii, Holandii, Niemczech, Szwajcarii, Austrii, Hiszpanii, Włoszech, Portugalii, Grecji. Firma pomogła ponad 3 milionom pasażerów z 35 państw.

## Historia
Firma AirHelp została założona w styczniu 2013 r. przez dyrektora generalnego Henrika Zillmera, Nicolasa Michaelsena (CMO) i Grega Roodta (CTO), poprzednio związanego z Moshi Monsters. Do założycieli dołączyli później Poul Oddershede (CFO) oraz inwestor Skype – Morten Lund.
AirHelp został dostrzeżony przez TechChrunch jako jedna z firm stworzona w 2016 roku w ramach projektu wsparcia startupów prowadzonego przez YCombinator. Firma uruchomiła swoje usługi w Stanach Zjednoczonych w marcu 2014 r. W maju, podczas corocznej imprezy Tech Crunch Disrupt NY, ogłoszona została usługa integracji Gmaila. Integracja umożliwia AirHelp wyszukiwanie w skrzynce odbiorczej Gmail lotów, które mogą kwalifikować się do wypłaty odszkodowania.
Podczas inauguracyjnej konferencji Collision Conference w Las Vegas AirHelp otrzymał nagrodę Spark w maju 2014 r. Spośród 500 biorących udział przedsiębiorstw, firma została wyróżniona jako jeden z 30 startupów technologicznych. Również w maju 2014 AirHelp został wybrany najlepszym duńskim startupem roku w ramach Nordic Startup Awards.
W październiku 2015 r. przedsiębiorstwo opublikowało ranking linii lotniczych Airhelp Score, który ocenia linie lotnicze w oparciu o kilka czynników, w tym punktualność, udogodnienia podczas podróży oraz obsługę wniosków o odszkodowanie.